# Naumkino
Naumkino (ros. Наумкино) – wieś (dieriewnia) w Rosji, w Baszkortostanie, w rejonie aurgazińskim. W 2021 liczyła 615 mieszkańców, głównie Czuwaszy.